# Andersonia hammersleyana
Andersonia hammersleyana là một loài thực vật có hoa trong họ Thạch nam. Loài này được Lemson mô tả khoa học đầu tiên năm 2007.